# University of Hertfordshire
University of Hertfordshire är ett universitet i Storbritannien. Det ligger i grevskapet Hertfordshire och riksdelen England, i den södra delen av landet, 28 km norr om huvudstaden London. 